# Résolution 338 du Conseil de sécurité des Nations unies
Membres permanents
- Chine
- États-Unis
- France
- Royaume-Uni
- URSS

Membres non permanents
- Australie
- Autriche
- Guinée
- Indonésie
- Inde
- Kenya
- Panama
- Pérou
- Soudan
- Yougoslavie

Résolution no 337 Résolution no 339
La résolution 338 (1973) est une résolution du Conseil de sécurité des Nations unies, adoptée par le Conseil au cours de sa 1 747e séance, le 22 octobre 1973 par quatorze voix contre zéro (la Chine n'a pas participé au vote), après le déclenchement de la guerre du Kippour.

## Effets
La résolution appelle à un cessez-le-feu et à des négociations pour une paix juste et durable au Moyen-Orient. Elle réaffirme la validité de la résolution 242 (1967).

## Le texte de la résolution 338 (1973)
Conseil de sécurité des Nations unies 22 octobre 1973
Le Conseil de sécurité,
1. Demande à toutes les parties aux présents combats de cesser le feu et de mettre fin à toute activité militaire immédiatement, douze heures au plus tard après le moment de l’adoption de la présente décision, dans les positions qu’elles occupent maintenant ;
2. Demande aux parties en cause de commencer immédiatement après le cessez-le-feu l’application de la résolution 242 (1967) du Conseil de sécurité, en date du 22 novembre 1967, dans toutes ses parties ;
3. Décide que, immédiatement et en même temps que le cessez-le-feu, des négociations commenceront entre les parties en cause sous les auspices appropriés en vue d’instaurer une paix juste et durable au Moyen-Orient.

### Texte
- Résolution 338 sur fr.wikisource.org
- Résolution 338 sur en.wikisource.org

### Source bibliographique
- Les grandes résolutions du Conseil de sécurité des Nations unies, M. Albaret, E. Decaux, N. Lemay-Hébert, D. Placidi-Frot, édition Dalloz, 2012, commentaire n°10, pages 82 à 90.